# Historia del periodismo en Ecuador
La historia del periodismo en Ecuador empieza a finales del siglo XVIII con la publicación del primer periódico impreso en territorio de lo que hoy es este país, Primicias de la Cultura de Quito. Esta actividad se desarrolla en principio ligada a las disputas políticas y a la influencia de la Iglesia católica. Con los años va adquiriendo un estatus más informativo y profesional. Hasta mediados del siglo XX llegan al país la radio y la televisión, mientras que a finales de ese siglo los medios de comunicación empiezan a utilizar Internet como nuevo espacio de difusión.

## Sistemas de comunicación en la época prehispánica
Todas las sociedades humanas, desde las más primitivas, desarrollan diferentes formas de comunicación.
Los pueblos andinos no desarrollaron la escritura, pero usaron eficientes mecanismos de comunicación como la música y los  quipus. Los comerciantes o mindalaes de los pueblos aborígenes de lo que ahora es Ecuador, también fueron importantes en los procesos de comunicación. Ellos llevaban no solo mercancías sino también anuncios y noticias, los incas, que construyeron el mayor estado andino, usaron un sofisticado sistema de chasquis que llevaban rápidamente mensajes desde todos los puntos del imperio.

## Las primeras imprentas
La imprenta de Ecuador, que llegó 1750 por gestión de la comunidad Jesuita, se ubicó en la ciudad de Ambato hasta el año 1760, cuando fue trasladada a Quito, en donde permaneció durante varios años sin ser utilizada. Con esa imprenta se publicó el primer libro de la historia del país y, en 1792, el primer periódico.
Esa misma imprenta, en la que Eugenio Espejo imprimió Primicias de la Cultura de Quito, fue adquirida en 1827 por Ignacio Torres, segundo intendente de Cuenca, quien la puso a disposición de Fray Vicente Solano. En ella se imprimió la primera publicación de Cuenca, El Eco del Asuay, que apareció el 13 de enero de 1828.
A Guayaquil la imprenta llegó finales de abril de 1821, por gestiones del prócer de la independencia Francisco C. María Roca.

## Primicias de la Cultura de Quito

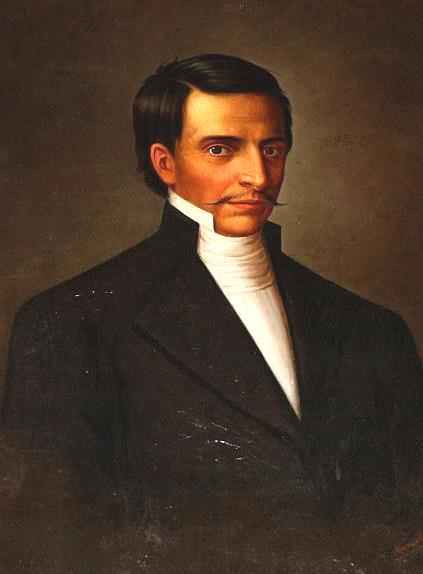
Eugenio Espejo, fundador del periódico "Primicias de la cultura de Quito"

Primicias de la Cultura de Quito fue el primer periódico ecuatoriano. Apareció el 5 de enero de 1792, dirigido por Eugenio de Santa Cruz y Espejo y editado bajo los auspicios de la Escuela de la Concordia. Apareció en forma quincenal y en total se publicaron siete números a lo largo de tres meses, entre los temas que trataba este diario estuvieron asuntos como problemas de la sociedad quiteña, ensayos filosóficos, cartas escritas desde la perspectiva de las mujeres discriminadas, escritos de Antonio Marcos, salmos, entre otras.
La mayor parte de estos temas causaron incomodidad a la élite quiteña, razón suficiente para que este fuera recibido con frialdad, incluso muchos calificaron al ejemplar de revolucionario y con vocación combativa, por lo que su autor, Eugenio Espejo fue acusado de liberalista y panfletario.
Injustamente inculpado, Espejo es encarcelado. Tras estar sometido a unas malas condiciones de vida, muere a pocos días de su liberación.
Primicias de la Cultura de Quito, marcó un hito en la historia del Ecuador. A este periódico se le atribuye haber sembrado la semilla de la libertad en los ecuatorianos.

## El periodismo en los siglosXVIIIyXIX

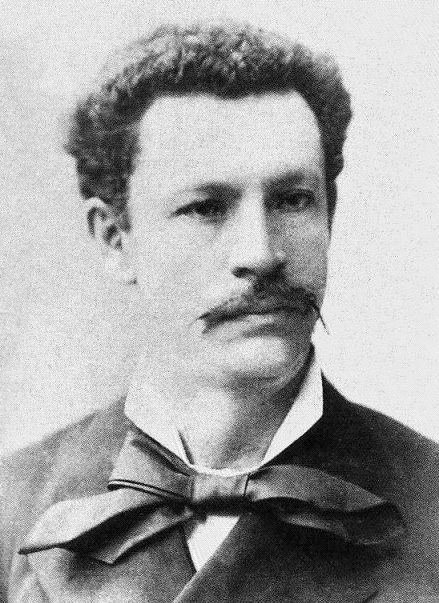
Juan María Montalvo Fiallos, fue un novelista y ensayista ecuatoriano con un pensamiento liberal fuertemente marcado en oposición contra el gobierno de Gabriel García Moreno.

El periodismo en los siglos siglo XVIII y siglo XIX se caracterizó por tener una función política. Esa característica inició con el precursor de periodismo ecuatoriano, Eugenio Espejo, que en sus redacciones criticaba el yugo español.
Fray Vicente Solano también fue importante en la política de la época, pues para él la prensa fue tribuna del pensamiento libre contra el despotismo. "La prensa, si no dice la verdad desnuda, no merece el nombre de republicana, el abuso del poder jamás se detiene sino por la prensa libre", manifestó. En enero de 1828, publicó el primer periódico de Cuenca, al que denominó El Eco del Asuay.
Durante la presidencia de Juan José Flores, el mayor representante periodístico de la época fue El Quiteño Libre, editado por Francisco Hall y Pedro Moncayo. Con tendencia liberal, se ganan el odio de Flores y varios de sus integrantes son asesinados el 30 de octubre de 1833.
El siglo XIX la prensa fue un medio de combate político, sobre todo durante las dictaduras. Pedro Moncayo y Gabriel García Moreno unieron “plumas” y dieron vida a la Linterna Mágica, periódico que sirvió como arma para combatir a Flores.
En el periodo garciano la libertad de prensa se vio irrespetada. Juan Montalvo, figura cimera del periodismo, se constituye en baluarte combativo contra los gobiernos de García Moreno, Veintimilla y Borrero.

## Influencia de la Iglesia en el periodismo

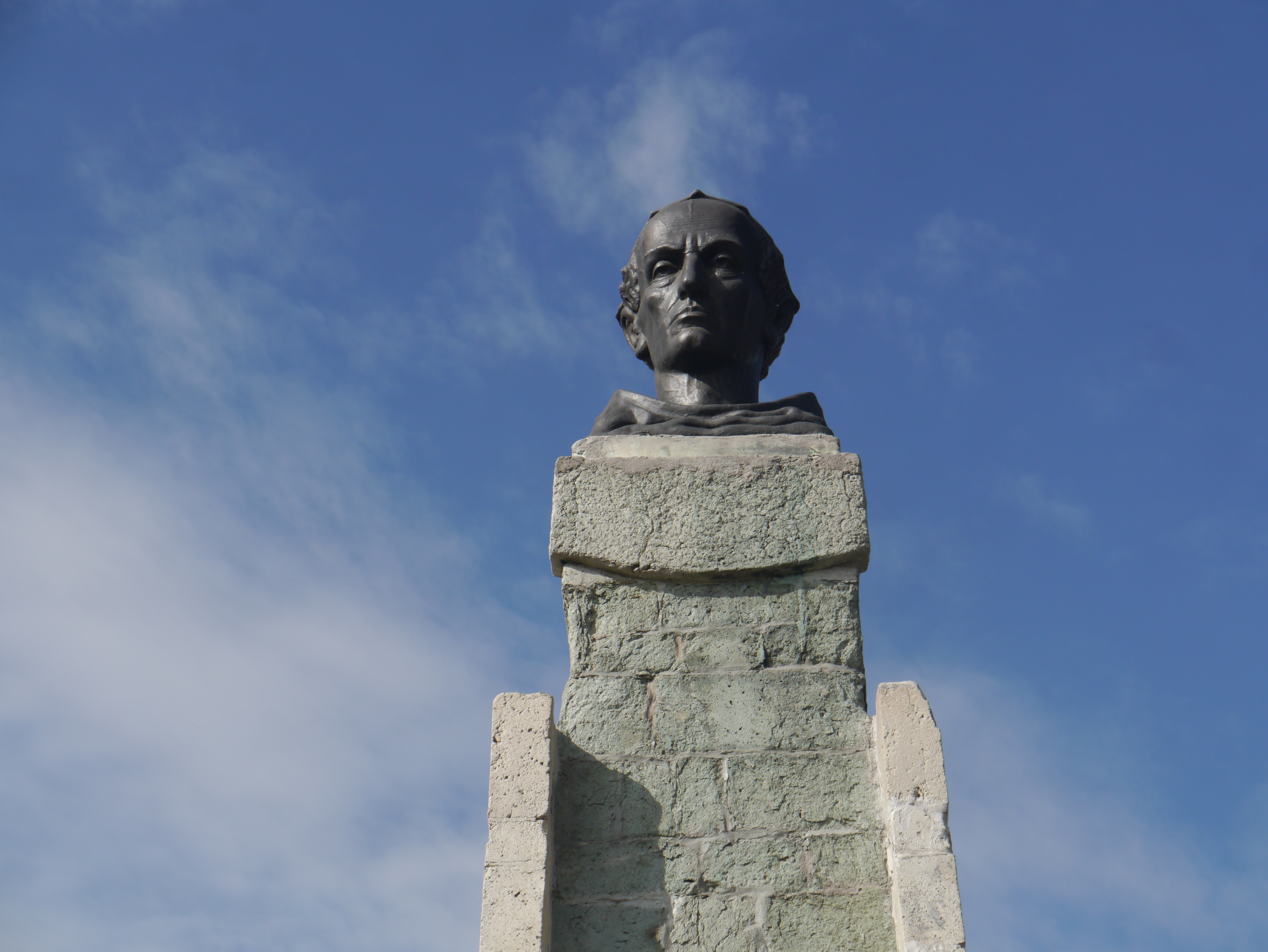
Monumento a Fray Vicente Solano, quien desató una lucha contra la prensa liberal-católica.

La Iglesia católica estuvo involucrada en varios hechos que han trascendido en la historia del periodismo ecuatoriano, sobre todo en el siglo XIX, pues pasó de ser una institución religiosa a convertirse en parte también de la vida social y política de Ecuador tras la llegada de la imprenta en el año 1750, que pertenecía a los Jesuitas. De esta sale el primer impreso del Ecuador, Piissima erga Dei Genitricem devotio ad impetrandam gratiam pro articulo Mortis, y después periódicos como El Eco del Asuay, Semanario Eclesiástico, La Escoba, La Luz, La Civilización Católica, La Voz del Azuay, El Progreso, El Vigía, El Dardo, El Industrial, etc., los que solo compartían un contenido de literatura, ciencia, religión y predominaba el tema político.
Durante la presidencia de Gabriel García Moreno, en el año de 1861, se violó la carta fundamental y se firmó un Concordato con la Santa Sede, que vinculaba directamente a la Iglesia en la esfera educativa. A través de este se establecía el rechazo a toda publicación en contra del cristianismo y se estableció oficialmente la religión católica como religión del Ecuador. Incluso para sufragar era requisito ser católico.
La época garciana, fue caracterizada por métodos violentos y silencio periodístico. Ecuador contaba con 21 imprentas, pero solo se publicaban ocho periódicos, por motivos de centralización del poder de García Moreno, quien limitaba la libertad de imprenta basado en la Carta Negra (1869). En ella se “limitaban las libertades individuales, se amordaza el pensamiento escrito o hablado y se instituye la abolición del jurado de imprenta”.
En sus inicios, la Iglesia impidió la libertad de prensa, instituyó tribunales eclesiásticos. Durante el segundo período presidencial de García Moreno, en 1869, estableció oficialmente la religión católica como religión del Ecuador, lo cual se debe al pensamiento conservador de García Moreno.
Años más tarde líderes políticos como Vicente Solano y Eloy Alfaro desatan una lucha entre la prensa liberal-católica, puesto que la religión tenía poder sobre las publicaciones que realizaba la prensa, la manipulaba y censuraba. En Guayaquil, a finales del siglo XIX, se demuestra la capacidad de la burguesía y sector latifundista para quebrar las relaciones político-económicas y el conflicto que giró alrededor del monopolio de la iglesia.
Con la llegada del Liberalismo al poder y el avance del siglo XX, poco a poco fue disminuyendo la influencia de la Iglesia en la prensa.

### El periodismo durante el período alfarista
La revolución Alfarista fue un momento de la historia del Ecuador caracterizado por sus grandes transformaciones sociales.
La prensa no fue la excepción durante este periodo de tiempo, ya que hubo algunas transformaciones ideológicas impensadas, formalizaciones comerciales de diarios nunca antes vistas y, en general, una mayor cantidad de periodistas en escena. Aquel fue el caso de periodistas como Manuel J Calle o José Peralta, quienes fueron los primeros cronistas liberales de renombre en la conservadora ciudad de Cuenca (el caso del segundo fue de una transformación ideológica). Hubo, también, periodistas aferrados a su ideología debido a su formación particular. Tal fue el caso de Víctor León Vivar, joven periodista cuencano que había sido discípulo y aprendiz del obispo González Suárez. Por tal motivo, sus crónicas eran siempre de un tinte muy conservador.
También es necesario que hablemos de diario El Telégrafo por ser el periódico que más ha perdurado en el país, desde 1884, todo esto a diferencia de los primeros periódicos de la república, mismos que poseían una efímera vida redactaría. O del diario El grito del pueblo, el cual nació en el año de la revolución y tenía una forma de contenido inédita, con columnas culturtales, informativas y de opinión.
Desde aquel gran suceso acontecido en junio de 1895 el periodismo en el país se daría un giro nunca antes esperado debido, principalmente, a la formalización de los periódicos, la diversificación de las temáticas (como fue el caso de El grito del pueblo) y, sobre todo,a una aferrada opinión ideológica que poseyeron los distintos actores de la época.

## Los primeros periódicos informativos
Los primeros periódicos del Ecuador no adoptaron una actitud informativa sobre todo durante la naciente república, época en la cual los periodistas defendían una postura política o ideológica de un partido en específico. Sin embargo, esto cambiaría a mediados del siglo XIX y principios del siglo XX cuando surgen los primeros periódicos informativos. (Checa, Luján, Ramos, & Vega, 2019).
En Guayaquil el “Diario de Guayaquil” fundado por Sixto Juan Bernal y considerado el primer diario del país, cumplió también con la característica de informativo y comercial. Este incluyó varios noticias nacionales y extranjeras. (Mora, 2012).
Sin embargo, la tarea de informar no perteneció únicamente a los diarios, sino también fue una tarea llevada a cabo por las hojas volantes o “sueltos, los cuales se encargaban de llevar noticias de una ciudad a otra. Un ejemplo de esto se dio en Cuenca en el año de 1909 con la llegada de “The Guayaquil and Quito Railway Co” informando sobre el cambio en la ruta del ferrocarril. (Checa et al., 2013).
Hay autores que consideran también que el surgimiento del periodismo informativo se relaciona con el paso del periodismo como empresa, esto llevaría a la creación de importantes diarios como: el telégrafo, el tiempo o el comercio. Estos diarios ya responden a intereses económicos por lo que ya no estaban ligados a intereses políticos y empezaron a informar con mayor parcialidad la información. ( Marín Gutiérrez, Rivera Rogel, & Barrazueta Molina, 2015).
En la ciudad de Cuenca surgen algunos periódicos que cumplieron con la cualidad de informativos como, por ejemplo: “El Estandarte” en 1908 el cual es una referencia de los inicios del periodismo informativo. De igual manera se destaca “El Mercurio” fundado en 1924, este diario informó varios sucesos de gran importancia para el Ecuador. (Checa et al., 2013).

## Los inicios del diarismo
El  Diario de Guayaquil publicado en 1860, fue el periódico con el que inició el diarismo en el país, hecho que se consolidó debido a dos factores, el primero, relacionado con la necesidad que surgía en la población por mantenerse informada, puesto que los periódicos que circulaban desde 1792 se caracterizaban por ser semanales, quincenales e inclusive mensuales. Otro factor influyente fue el boom cacaotero que experimentó el país entre 1880 y 1920, cuando la economía se fortaleció en la región litoral.
Estos factores permitieron que aparezca el primer diario, el Diario de Guayaquil, que desde 1852 se había publicado como el periódico La Ilustración de 1852, ambos bajo la dirección de Sixto Juan Bernal. Años más tarde apareció  El Universo en 1921 bajo la tutela de Ismael Pérez Pazmiño.
En Quito esta nueva tendencia de informar habitualmente tardó un buen tiempo en introducirse, hasta que en 1906 diario El Comercio se institucionalizó como el primero de la Capital, fundado los hermanos Carlos y César Mantilla Jácome. En Cuenca, el diarismo llegó en el año 1919, con El Progreso, dirigido por Juventino Vélez.
Desde la década de los veinte a los sesenta se acentuó el crecimiento urbano y se incorporaron varias innovaciones técnicas a la vida social. Con el aumento de la población y el alfabetismo se amplió la esfera de los lectores y, pese a la recesión, hubo cierto aumento de la publicidad comercial. En este marco se consolidó definitivamente el diarismo en todo el país.

### El surgimiento de los grandes diarios
A fines del siglo XIX e inicios del XX aparecen los diarios en Ecuador. Algunos de ellos se convirtieron en grandes periódicos y empresas poderosas. Surgieron diarios importantes como El Telégrafo, el 16 de febrero de 1884, dirigido por Juan Murillo Miró.

En el siglo XX aparece en Quito El Comercio, fundado el 1 de enero de 1906, por los hermanos Carlos y César Mantilla Jácome. El 16 de septiembre de 1921 Ismael Pérez Pazmiño crea El Universo, convertido hoy en el de mayor circulación y en uno de los de mayor fuerza informativa y de opinión nacional.
- Diario El Universo
- Diario El Comercio
- El Telégrafo

### Los medios de comunicación se vuelven grandes empresas
Los periódicos en el siglo XIX no se consideraban un negocio. Los anuncios publicados eran escasos y hasta inexistentes. Por ello, siempre necesitaban apoyo para sostenerse. Ese apoyo venía del trabajo voluntario de quienes los redactaban y de aportes de personas con recursos que tenían interés en que se orientara al público en determinado sentido. La mayor parte fueron por razones totalmente políticas. Los gobiernos financiaban órganos privados para que los defendieran y atacaran a sus adversarios. Por ello, muchas veces el medio duraba tanto como las donaciones que recibía. Algunos periódicos lograban mantenerse porque algo recaudaban de anuncios o porque tenían asignaciones más fijas, entre ellas, las suscripciones que se pagaban por adelantado como un mecanismo de apoyo. En algunos casos, el dueño de la imprenta publicaba también un periódico utilizando la maquinaria existente.
El liberalismo trajo consigo un gran avance. El avance económico provocó cambios importantes en la prensa. Hubo periódicos que crecieron, comenzaron a publicarse diariamente y dedicaron mayores espacios a la publicidad comercial. Al mismo tiempo incorporaron varias innovaciones técnicas en su producción y circulación, aunque en numerosos aspectos siguieron siendo editados con métodos tradicionales. Hubo muchos que se mantuvieron con formatos pequeños y cortas tiradas, impulsados por voluntarios. También siguieron aquellos que se creaban con fines coyunturales, eran financiados con subsidios que al final desaparecerían al poco tiempo.

## Periodismo ecuatoriano en elsigloXX
El periodismo en el Ecuador del siglo XX ha estado ligado con una serie de realidades sociales, económicas y políticas, la censura y persecución del gobierno fue una realidad desde su inicio.
La dinamización económica a finales del siglo XIX e inicios del siglo XX provocó cambios notables en la estructura fundamental de la prensa, seguido por la toma del poder por parte del partido liberal a inicios del siglo XX, le da un nuevo comienzo a los aspectos sociales y a las libertades de la prensa en Ecuador. La prensa y los periódicos sufrieron modificaciones importantes, acosados por la necesidad del gobierno por controlar los medios y la información, se había generado una lucha constante por esta libertad, por su trabajo a la hora de contar los hechos los diarios y los periodistas sufrieron censura.

En el periodismo político del siglo XX destacan varios periodistas como: Luciano Coral (1867-1912), quien terminó siendo arrastrado por las calles de Quito al igual que Alfaro, ya que defendía los mismos intereses o Manuel J. Calle (1886-1918), gran crítico, es uno de los periodistas más destacados de inicios del siglo XX.

### La llegada de la televisión
La televisión en el Ecuador hizo su aparición gracias a algunos personajes, por una parte los esposos Linda Zambrano y Michael Rosenbaum, de Manabí y Alemania respectivamente; quienes viajaron por Europa en 1958, y al regresar al Ecuador en 1959 trajeron equipos de televisión de la fábrica alemana Grunding.
Los equipos de televisión traídos por los esposos, fueron exhibidos en Quito y Guayaquil. Posteriormente lograron encontrar el apoyo para la instalación de un canal de televisión en Guayaquil, siendo este el primer circuito cerrado, el 29 de septiembre de 1949 a las 8:30 p. m.
Por otra parte, la misión evangélica radicada en Ecuador HCJB (Hoy Cristo Jesús Bendice) recibió una donación de equipos de televisión reparados por Gifford Hartwell, quien los obtuvo de la empresa General Electric en Estados Unidos. Estos equipos traídos por Hartwell llegan a Quito en junio de 1959.
Estos dos personajes tanto los esposos Rosenbaum Zambrano, como la misión evangélica HCJB, realizaban gestiones para lograr la instalación de un canal de televisión en el país. Para la instalación de los canales de televisión en el Ecuador se creó la reglamentación de usos de frecuencia televisiva promulgada por el presidente Camilo Ponce Enríquez el 5 de diciembre de 1959.
La primera frecuencia de televisión fue otorgada a nombre de Linda Zambrano, con el Canal 4, (Primera Televisión Ecuatoriana) con su sede en Guayaquil, inaugurada el 12 de diciembre de 1960, este canal años más tarde se llamaría Red Telesistema, canal 4.
Inicio de las transmisiones de los principales canales de televisión abierta: Red Telesistema (RTS), lunes 12 de diciembre de 1960 (como Canal 4 de Televisión, luego Teletortuga, Telecuatro, Telesistema y con esta denominación desde el lunes 19 de septiembre de 2005). Ecuavisa, miércoles 1 de marzo de 1967.
1974: El viernes 22 de febrero de 1974 Teleamazonas comienza sus transmisiones por primera vez su señal al aire convirtiéndose en la primera red en color del Ecuador.

### El periodismo investigativo
En Ecuador en los años 80 se empieza a mostrar interés por el periodismo investigativo, Los pioneros de este ámbito periodístico son Gloria de Carbo, Cristina Tamayo, María Albán y Diego Cornejo. Ellos crearon equipos de investigación para tratar temas de mucha delicadeza, como denuncias políticas o problemáticas sociales,
En el país han existido varios espacios de periodismo investigativo en medios televisivos y prensa, como el Vistazo, Blanco y Negro del Diario Hoy, revista Vanguardia, entre otros.

## Inicios de la radio en el Ecuador

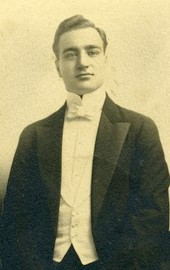
Carlos Cordovez Borja

La primera radio oficial del Ecuador hace su aparición en 1929 con el Ingeniero Eléctrico Carlos Cordovez Borja, quien fundó la radio "El Prado" en Riobamba. Además, creó un club de radio-aficionados del cual salieron varios locutores, entre ellos su esposa Judith Nolivos León de Cordovez, considerada la primera locutora, radio-aficionada y telegrafista del país.
En un inicio la radio no tenía el objetivo claro de informar, más bien, su programación era desordenada y con carácter artístico, pues promovía la música de bandas, orquestas o sinfonías en vivo, además, el deporte también era una de sus mayores transmisiones, se podría decir que este medio y su contenido era espontáneo y sin un guion previo.
La radio se mantuvo vigente hasta 1939 cuando su fundador viajó a Estados Unidos, en 1942 vendió la fábrica y se estableció en Conocoto.
Consecutivamente empezaron a nacer más radios en diferentes ciudades, como en Guayaquil, en 1930 con Juan Sergio Behr Bustamante que lanzó la emisora radial.
HC2JBS Ecuador Radio emitida en onda corta en donde se pasaban anuncios comerciales. En Quito, en 1931, se transmitió la radio HCJB La voz de los Andes que era propiedad de los pastores evangélicos otorgada por el expresidente Isidro Ayora. En 1935 en Guayaquil se dio a conocer la radio “El Telégrafo” que hacía honor al periódico del mismo nombre con la iniciativa del gerente José Castillo. En Cuenca, en 1938 se instauró la radio “La Voz del Tomebamba” la misma que desde 1970 sigue vigente hasta la actualidad.
La historia de la radio en el país ha tenido un proceso lleno de cambios, lo que empezó como un medio de entretenimiento se convirtió en uno de los medios de comunicación más importantes tanto en el país como en el mundo.

## Los primeros pasos del periodismo en Internet
Aunque en Ecuador Internet llegó tarde a comparación de otros países, el periodismo digital se desenvolvió a la par de otros lugares. El pionero fue Diario Hoy, que en 1994 publicó un boletín informativo en la red.
Poco tiempo después, otros periódicos del Ecuador, como diario El Comercio, se unirían publicando en un principio una nota escaneada de su edición impresa y agregando un enlace a la nota desplegada.
Para el año 2004 diferentes medios de comunicación nativos digitales empiezan a surgir en la web, como Ecuador Inmediato y Ciudadanía Informada. La evolución de los medios digitales en el país se dificulta debido a que no se contaba con un adecuado servicio de Internet, su precio era elevado y durante sus primeros años la población que tenía acceso era un tanto escasa, por lo cual el periodismo digital no tenía la gran rentabilidad que los medios tradicionales poseían.
Años más tarde, los medios establecidos y emergentes empiezan a respaldarse en las redes sociales ya que estas se caracterizan por ser instantáneas y además, a través  de enlaces permiten que las personas accedan a la nota completa.

### El periodismo participativo
El periodismo participativo, es un producto de las tecnologías de la información, ha demostrado ser de vital importancia en el ejercicio comunicativo ya que se caracteriza por ser independiente en la creación, en su análisis y en la distribución de noticias.
Twitter es la primera aproximación al periodismo participativo en el Ecuador, se centra en las primeras 48 horas de la sublevación policial del 30 de septiembre de 2010 y desde ese momento Twitter adquiere un protagonismo sin parangón en la producción de noticias que no termina ni siquiera cuando a la noche los medios privados son autorizados a continuar con la transmisión en vivo de sus periodistas.
Por otra parte, la transmisión instantánea de audio y vídeo a través de aplicaciones como Facebook Live Vídeo, Periscope, Livestream y YouTube fue una de las tendencias más significativas de las empresas informativas nacionales en el denominado año de las telecomunicaciones. Las redes sociales se han convertido en escenarios de procesos comunicativos para los medios de comunicación y sus audiencias.
El espacio electrónico se ha transformado en un complemento para la actividad periodística, aunque la práctica del periodismo participativo es muy importante aún hay personas que la desconocen en el medio comunicativo ecuatoriano, los resultados de una encuesta realizada en la ciudad de Guayaquil determina que el 62 % de los encuestados tienen un gran desconocimiento del tema en cuanto al aspecto teórico, mientras que en la práctica la ciudadanía realiza de una u otra forma periodismo participativo, principalmente en redes sociales. Internet llegó a Ecuador en 1991 y los medios comunicativos ecuatorianos desde entonces han incluido secciones de blogs, cartas al director, correos electrónicos, redes sociales, etc.

## El fotoperiodismo ecuatoriano
En 1840 la fotografía llegó a Ecuador, fecha a la que también se considera la del inicio del fotoperiodismo. Desde su llegada, la fotografía fue utilizada para almacenar recuerdos, que se caracterizaban por ser retratos de la clase acomodada.

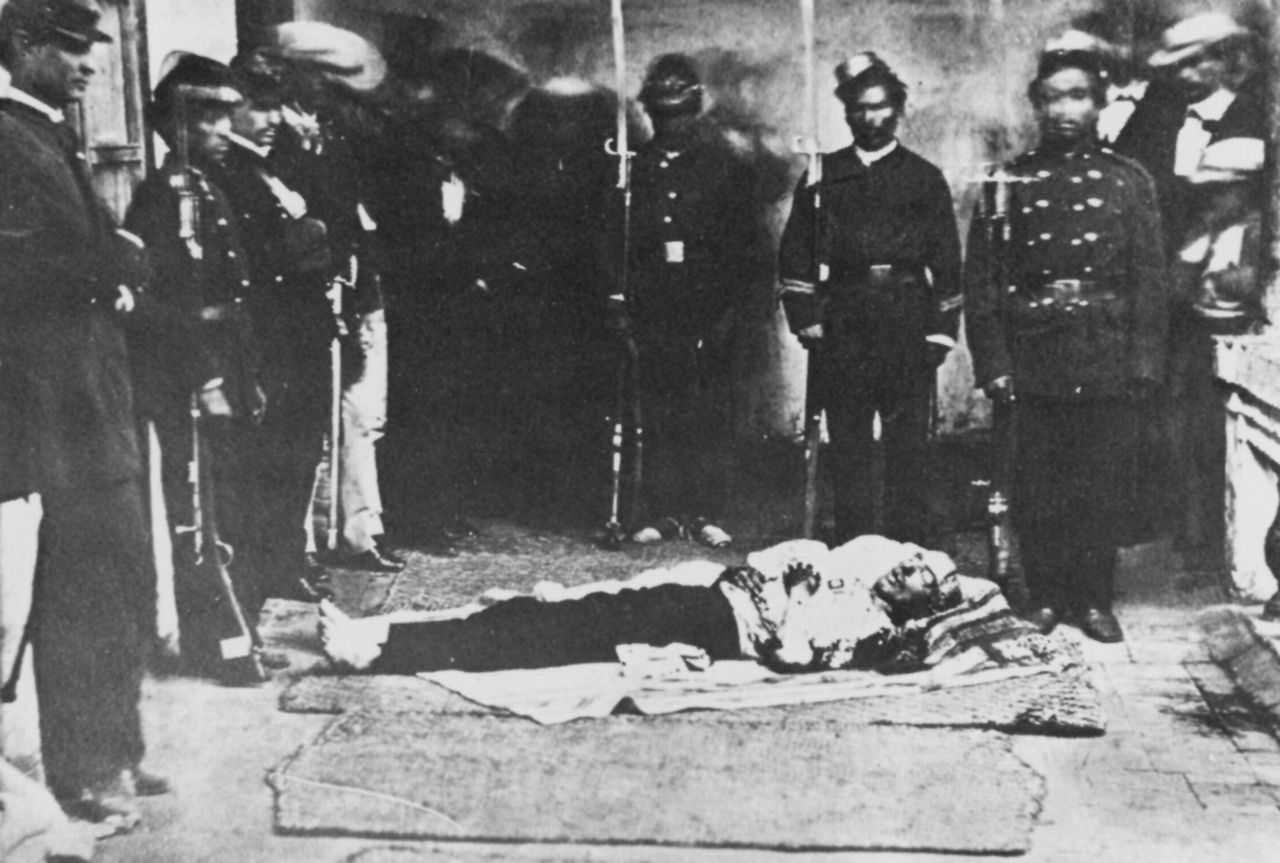
Cadáver de Gabriel García Moreno (1875)

En 1859, Rafael Pérez Pinto, quien era uno de los retratistas más reconocidos de la época, fotografió por primera vez un suceso con una historia de trasfondo, la foto de un devastador terremoto en Quito. Esta imagen provocó una gran inspiración para que Pérez encontrara otro estilo fotográfico.
En el año de 1875, Pérez tomó una instantánea que destacó controversialmente; era la del cadáver de Gabriel García Moreno. Según algunas fuentes, esta imagen fue la primera en ser publicada en un periódico, pero no es una información del todo fiable. Oficialmente la primera fotografía aparecida en un periódico es la del funeral de Horacio Morla, que fue publicada en el diario El Telégrafo el 17 de agosto de 1904.
A partir de esa fecha muchos periódicos de esa época empiezan a producir sus periódicos con imágenes, gracias a esto los diarios aumentaron la cantidad de páginas que producían y los fotógrafos tuvieron su espacio propio en los medios de comunicación.

## Prensa humorística y satírica
La prensa humorística, en el Ecuador, surgió como una forma de contrarrestar a los gobiernos que, utilizando su poder, atacaban a la libertad de expresión y pensamiento en el periodismo escrito. El humor y la sátira fueron recursos atractivos e innovadores para los lectores, pero no por ello suprimieron la veracidad informativa ni la realidad periodística. Cuenca fue de las primeras ciudades en establecer los periódicos humorísticos con la creación de El Alfiler, el 29 de mayo de 1883.

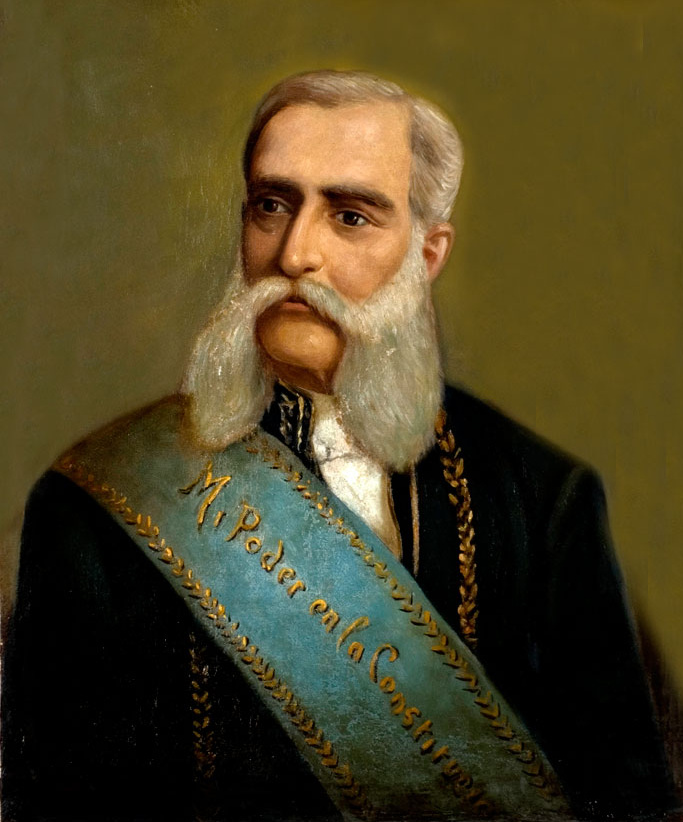
Luis Cordero Crespo (1883), Expresidente de la República del Ecuador

Tras este suceso empezaron a fundarse varios periódicos del mismo género, pero fueron bastantes fugaces debido a la falta de apoyo económico y a las presiones políticas. Tal es el caso de: El Moscardón (1885) y El Crepúsculo (1885), creado por las hijas de Luis Cordero Crespo, quien sería el futuro presidente del Ecuador; El escalpelo (1887), periódico que criticaba a los gobiernos liberales del momento; La Espada (1889), la cual era conservadora; y por último, El Buscapié (1905) y La Fronda Literaria (1905), el primero fue fundado por Manuel J. Calle, quien la utilizó para criticar el mandato liberal de Eloy Alfaro, y el segundo apoyaba al mandatario y buscaba rescatar los valores de la literatura.
Uno de los periódicos históricos de Cuenca, La Escoba, fundado más de un siglo antes, reapareció el 10 de agosto de 1949, con un tono más humorístico, de la mano de algunos escritores como: Luis Moscoso Vega, Hugo Ordóñez Espinosa, Gabriel Cevallos García, entre otros. Esta es una de las publicaciones más destacadas del humor periodístico.
Con el paso del tiempo, uno de los recursos empleados en el género humorístico ha sido la caricatura, la que ha dado una nueva dinámica a los periódicos, usando el humor visual como una herramienta de crítica. Su implementación ocurrió a mediados del siglo XIX.

## Las mujeres en el periodismo ecuatoriano

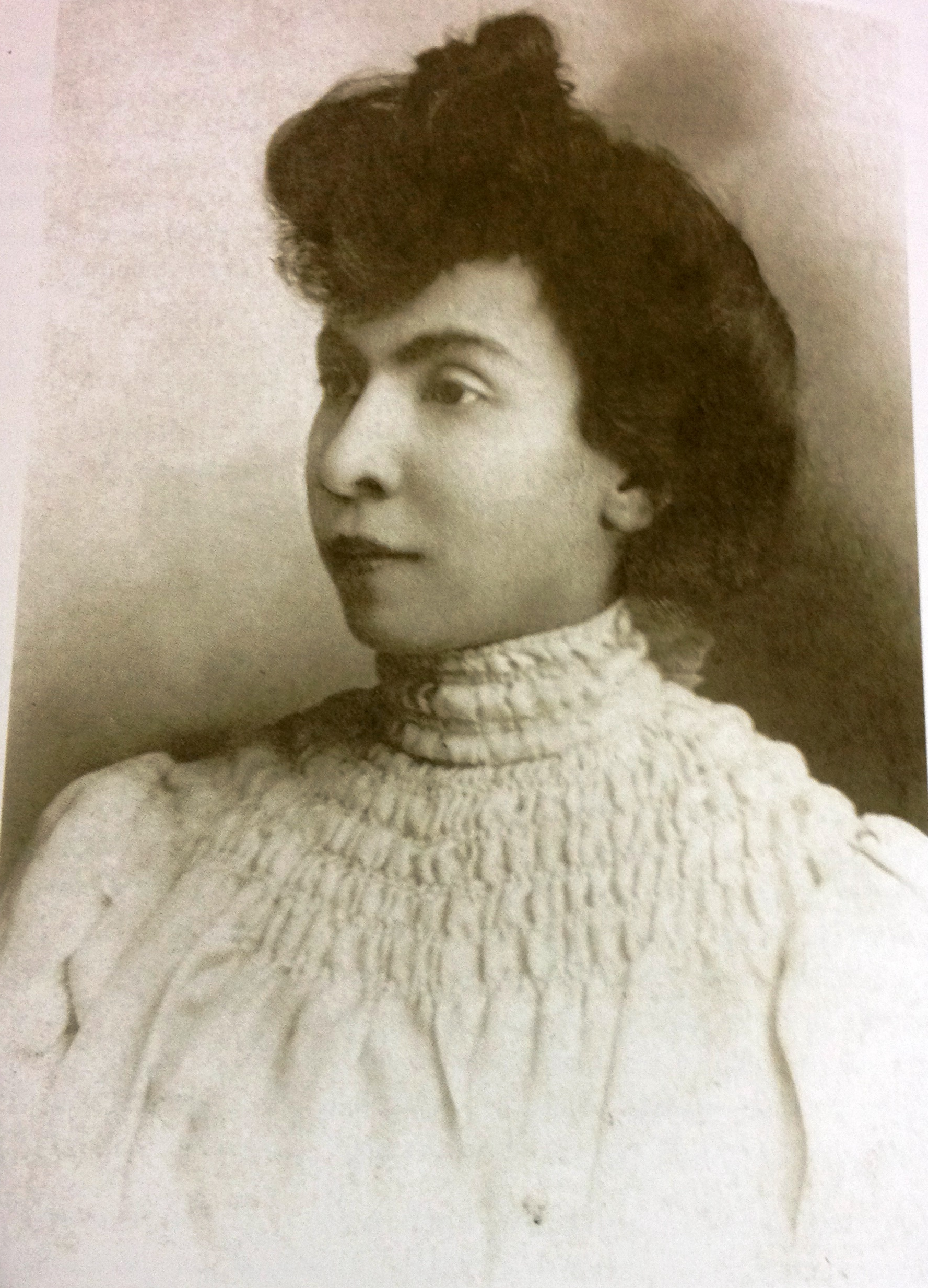
Zoila Ugarte de Landívar

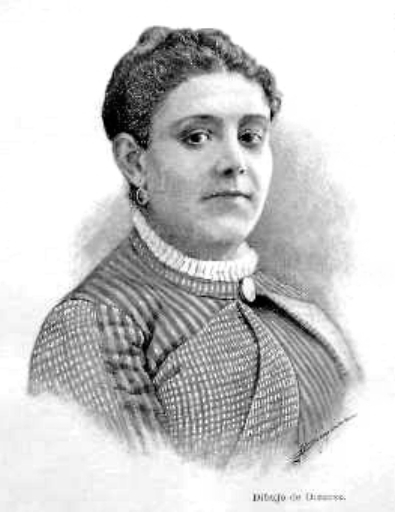
Lastenia Larriva de Llona

Cuando Ecuador se formó como nación, las mujeres no estaban incluidas en ese proyecto, tampoco podían votar, ni se les reconocía la libertad. Sin embargo en este país nacieron pioneras que fueron la base fundamental para que las ecuatorianas estén dentro del ámbito periodístico, gracias a esto pudieron ganar luchas  históricas en el Ecuador como el voto femenino, e incentivar a las mujeres a que expandan sus fronteras hacia un pensamiento libre. Manuela de la Santa Cruz y Espejo, Lastenia Larriva de Llona y Zoila Ugarte de landivar fueron sustanciales para el desarrollo del periodismo femenino.
En Primicias de la Cultura de Quito tuvo presencia Manuela de la Santa Cruz y Espejo quien fue hija de padre indígena y de madre mulata nacida de una esclava liberta. Manuela fue miembro del círculo independentista y colaboró en dicho periódico bajo el seudónimo de “Erophilia” debido a que no se permitía que las mujeres realizaran publicaciones.
Lastenia Larriva de Llona de nacionalidad peruana es considerada una de las primeras periodistas de la historia de la comunicación y perteneciente a la primera generación femenina que enfrentó las críticas y prejuicios de la sociedad latinoamericana. Incursionó en el periodismo al publicarse el semanario " Tesoro del Hogar" ahí se escribía sobre literatura, artes y modas.
En el año de 1890 Tesoro del Hogar recibe las primeras crónicas de la que sería considerada oficialmente la primera mujer ecuatoriana en ejercer el periodismo  Zoila Ugarte de Landívar que escribía sus artículos bajo el seudónimo de Zarelia. Ella fue la primera en reconocerse feminista.
Funda la revista “La Mujer “el 15 de abril de 1905 junto a Hipatía Cárdenas de Bustamante, también colaboró en su revista Lastenia Larriva de Llona. En el mismo medio varias de las primeras ideólogas feministas del país como Mercedes González de Moscoso, María Natalia Vaca, Dolores Veintimilla, María Augusta Urrutia, tuvieron un lugar para expresarse al igual que muchas narradoras y poetisas de la época.
En 1911 empezó con la dirección y redacción en “La Prensa” también encontró un lugar para defender el derecho al sufragio femenino y burlarse de los congresistas liberales que compartían la opinión junto con los conservadores al momento de no aceptar que las mujeres tengan derecho al voto. No fue sino hasta el año de 1924 que Zoila Ugarte junto con otras mujeres en la llamada “Prensa Chica” hicieron posible que Matilde Hidalgo ejerza por primera vez el derecho al voto el 10 de mayo del mismo año.
Ya en el siglo XXI después de fervientes luchas para la inclusión femenina en el campo de la comunicación social y periodismo las mujeres tienen equitativa participación en los puestos de reportaje o periodismo de investigación en el que tampoco se identifica iniquidad salarial. Sin embargo, aún son los hombres los que representan mayoría en cargos técnicos y jefaturas. La población femenina tienen presencia en estos apenas en un 20 %.